# گلچین ادبی
گلچین ادبی (به انگلیسی: Anthology) مجموعه آثار ادبی را گویند که توسط یک فرد گردآوری شده‌است. گلچین‌های ادبی می‌توانند شامل شعر، داستان کوتاه، نمایشنامه و آهنگ باشند. این آثار معمولاً بر طبق نوعشان گروه‌بندی می‌شوند.
به افرادی که در این زمینه تخصص و تجربه کافی داشته باشند، گلچین‌شناس (به انگلیسی: Anthologist) گفته می‌شود. محمد عوفی، از زندگی‌نامه‌نویسان ایرانی، در گردآوری گلچین قطعات ادبی متبحر بوده‌است.